# Гутенберг (кратер)
Кратер Гутенберг (нім. Gutenberg) — великий давній ударний кратер на південно-західному краю моря Достатку на видимій стороні Місяця. Кратер названо на честь Йоганна Гутенберга; цю назву затвердив  Міжнародний астрономічний союз 1935 року. Утворився в нектарському періоді.

## Опис кратера
Найближчими сусідами Гутенберга є кратери Капелла та Ісідор на заході, кратер Лікі на північному заході, кратер Лаббок на півночі, кратер Месьє на північному сході, кратер Гокленій на сході-південному сході, кратер Магеллан на південному сході і кратер Годібер на південному заході. Кратер міститься на південно-східній околиці моря Достатку, на північному сході повз нього проходять борозни Гокленія, на півдні розташовані гори Піренеї, на південному заході море Нектару, на заході лежить долина Капелли, на північному заході від кратера відходять борозни Гутенберга. Селенографічні координати центру кратера 8°37′ пд. ш. 41°15′ сх. д. / 8.61° пд. ш. 41.25° сх. д., діаметр 71 км, глибина 1,75 км.
Кратер має неправильну форму. Вал кратера сильно зруйнований, на північному сході перекритий сателітним кратером Гутенберг E (див. нижче), на півдні — сателітним кратером Гутенберг C, на заході-південному заході — сателітним кратером Гутенберг A. Висота валу над навколишньою місцевістю становить 1310 м. Південна частина валу кратера відкриває широкий прохід, посічений безліччю долин. Дно чаші кратера відносно рівне, затоплене базальтовою лавою. У центрі чаші розташований яскравий невисокий центральний пік, піднятий приблизно на 1 км, розташований у західній частині півкільця пагорбів. Північно-східну частину чаші кратера перетинає ущелина. Об'єм кратера становить 5000 км³.

## Переріз кратера
На графіку наведено переріз кратера в різних напрямках, масштаб по осі ординат — у футах, масштаб у метрах зазначено у верхній правій частині ілюстрації.

## Сателітні кратери
Сателітні кратери, розташовані поблизу Гутенберга, названо його ім'ям із доданням великої латинської літери.
| Гутенберг | Координати                                                | Діаметр, км |
| --------- | --------------------------------------------------------- | ----------- |
| A         | 9°02′ пд. ш. 39°55′ сх. д. / 9.03° пд. ш. 39.91° сх. д.   | 15          |
| B         | 9°07′ пд. ш. 38°19′ сх. д. / 9.12° пд. ш. 38.32° сх. д.   | 14          |
| C         | 10°02′ пд. ш. 41°08′ сх. д. / 10.04° пд. ш. 41.13° сх. д. | 45          |
| D         | 10°59′ пд. ш. 42°50′ сх. д. / 10.99° пд. ш. 42.84° сх. д. | 20          |
| E         | 8°13′ пд. ш. 42°25′ сх. д. / 8.22° пд. ш. 42.42° сх. д.   | 28          |
| F         | 10°14′ пд. ш. 42°37′ сх. д. / 10.23° пд. ш. 42.61° сх. д. | 7           |
| G         | 6°03′ пд. ш. 40°02′ сх. д. / 6.05° пд. ш. 40.04° сх. д.   | 31          |
| H         | 6°45′ пд. ш. 39°04′ сх. д. / 6.75° пд. ш. 39.06° сх. д.   | 5           |
| K         | 7°18′ пд. ш. 40°49′ сх. д. / 7.3° пд. ш. 40.82° сх. д.    | 6           |